# José Levy Sobrinho
José Levy Sobrinho (Limeira, 17 de dezembro de 1884 - Limeira, 22 de janeiro de 1957) foi um comerciante, industrial e político brasileiro, pioneiro na implantação da citricultura na cidade de Limeira. 
Filho mais velho de Simão e Ana Levy, estudou em Petrópolis e Poços de Caldas. Cursou comércio na Alemanha, e ao retornar, assumiu a gerência da Casa Bancária Levy & Irmãos. Aos 21 anos, tornou-se vereador. Foi vice-prefeito de 1908 a 1910 e prefeito entre 1910 e 1913. 
Durante 40 anos residiu e dirigiu a sua propriedade, a Fazenda Itapema, ficando conhecido como o pai da citricultura e sericicultura paulista. Na revolução constitucionalista de 1932, foi organizador do Batalhão Limeirense contra o governo federal. 
Faleceu em sua fazenda, em 22 de janeiro de 1957.